# Jakobsbergs gamla stationshus

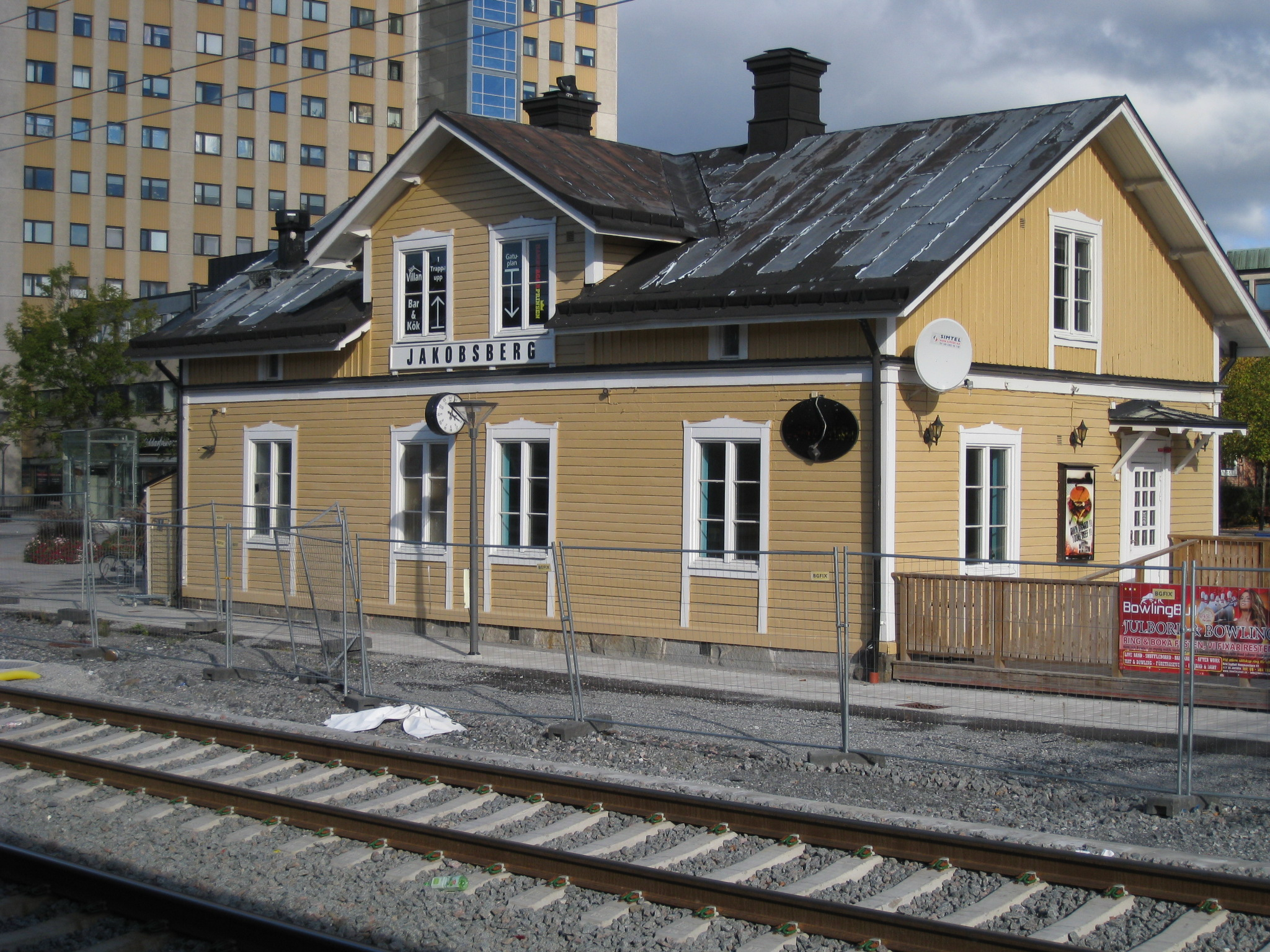
Jakobsbergs gamla stationshus, som byggdes 1876, ligger precis mitt emot pendeltågets perrong. Foto oktober 2016.

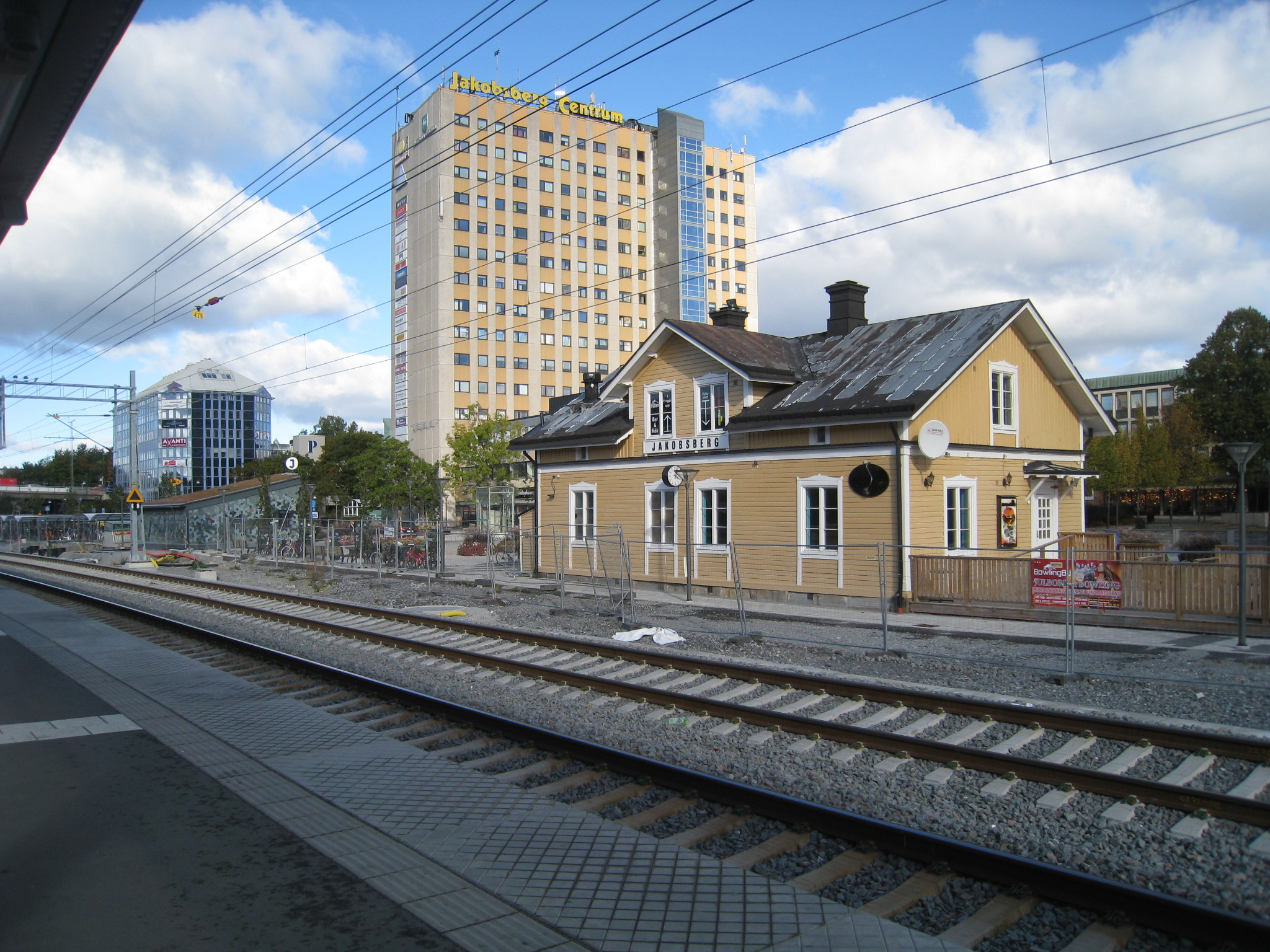
Utsikt från pendeltågsperrongen mot Jakobsbergs gamla stationshus, som flyttats några meter för de nya spåren, med Posthuset i Jakobsbergs Centrum i bakgrunden. Foto oktober 2016.

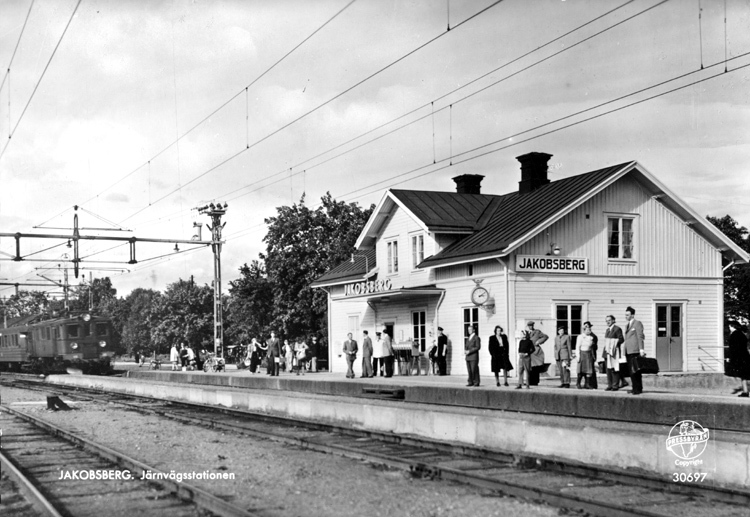
Jakobsbergs stationshus vid 1940-talets slut.

Jakobsbergs gamla stationshus eller Gula villan är ett stationshus vid Jakobsbergs station i Järfälla kommun i Stockholms län. Byggnaden uppfördes 1876.

## Byggnaden

### Exteriör
Husets exteriör har bara genomgått mindre förändringar. Stationshusets byggnad är uppförd i en våning och en vind (1½ våning). Ursprungligen hade stationshuset väntrum och expeditioner på bottenvåningen och en lägenhet en trappa upp. Från början var väggarna klädda med rödfärgad panel. Dörrar och fönster hade dekorativt utformade vita omfattningar.

### Interiör
I stationshuset var väntsalarna i den högra delen. Det fanns två väntsalar, en för 3:e klass passagerare och en för 2:a klass och 1:a klass passagerare. På nedre planet fanns en vänthall och tjänsteutrymmen. Till vänster på nedre planet fanns det personalbostäder. På övervåningen (vinden) var tjänstebostaden. Husets tidigare röda träpanel har på senare tid målats om i blekgult och de dekorativa dörr- och fönstersnickerierna är utbytta mot något enklare snickerier. Interiören är ombyggd ett flertal gånger. I början av 1980-talet byggdes interiören om i samband med att huset övergick i kommunens ägo.

## Historik
Jakobsbergs stationshus invigdes den 12 december 1876 samtidigt som järnvägslinjen mellan Stockholm och Västerås invigdes av kung Oskar II. Sträckan Tomteboda–Tillberga (norr om Västerås)–Köping av bolaget Stockholm-Västerås-Bergslagens Järnvägar (SWB). Inom Järfälla var det bara Jakobsbergs stationshus som redan vid invigningen av Västeråsbanan 1876 hade en anlagd station med stationsinspektor.
Från centrumsidan byggdes en gångtunnel till perrongen 1961, då dubbelspåret Stockholm C-Jakobsberg blev klart. Vid Kvarnplanssidan, på andra sidan järnvägsspåren, blev en tunnelförbindelse klar 1971 och samma år blev också en ny station mellan spåren färdig.  Byggnaden upphörde då att fungera som stationshus. Samtidigt överfördes tågklareringen till Stockholms central. Då upphörde också biljettförsäljningen där och därefter var stationsbyggnaden inte längre tillgänglig från perrongsidan. Stationen byggdes ut 1980 och var länge Sveriges i antal påstigande största station näst Stockholms central, som har drygt 50 000 påstigande pendeltågsresenärer per dag. Jakobsbergs pendeltågsstation har idag närmare 10 000 resenärer per dag och är den nionde största stationen. Vid 1980-talets början övergick stationshuset i Järfälla kommuns ägo. I byggnaden har sedan varit resebyrå, föreningslokal, matservering med mera.
Tidigare fanns inom bangården vid Jakobsbergs stationshus även en ställverksbyggnad och en magasinsbyggnad. Dessa byggnader är nu rivna. 
Jakobsbergs gamla stationshus är det enda av de fyra stationshusen i Järfälla som fortfarande finns kvar längs Västeråsbanan. De övriga tre stationshusen i Järfälla var Barkarby, Kallhäll och Stäket och dessa finns inte längre kvar.
En hållplats i Barkarby öppnades på dåvarande SWB år 1878. Barkarby station hade tre stationshus, varav det tredje och senaste var byggt 1922. 1963 uppfördes ett stationshus på plattformen efter utbyggnad till dubbelspår på linjen. Barkarby gamla stationshus upphörde som stationshus 1961 och revs 1969. Före 1907 passerade tågen Kallhäll utan att stanna och då fanns här bara ett banvaktarhus. En järnvägsanhalt i Kallhäll upprättades och Kallhälls stationsbyggnad uppfördes 1907 i samband med utbyggnaden av Bolinders verkstäder för att betjäna Bolinders nya industriområde. 1964 blev dubbelspår klart från Stockholm C till Kallhäll. Inom länet tog SL 1967 över ansvaret för lokal persontrafik. Fram till 1968 hade även Stäket en station vid Mälarbanans gamla sträckning. Pendeltågstrafiken startade den 12 maj 1968 och då lade Stäkets järnvägsstation ned. Stäkets stationshus byggdes år 1900 och revs 1973.

## Flytt av stationshuset
För att förbättra kapaciteten i tågtrafiken till och från Stockholm norr om Mälaren har Mälarbanan förbi Jakobsberg byggts ut till fyra spår. För att behålla det gamla stationshuset var man därför tvungen att flytta det ett tiotal meter närmare järnvägsspåren. I mitten på juli månad 2014 pågick arbetet med att flytta huset. Arbetet med att flytta Gula villan eller före detta stationshuset från sin ursprungliga plats till en ny bottenplatta gick sakta men säkert framåt och söndagen den 20 juli 2014 stod byggnaden i sitt nya läge. Utanför stationshuset har man också byggt en ny uppgång vid Ynglingavägen och tanken är att gångtrafikanter och bilar på denna yta ska samsas på en så kallad "shared space". Den nya entrén till järnvägsperrongen i Jakobsberg är placerad mellan de nya spåren, på södra sidan om perrongen. Det blir närmare till perronger och tåg för alla som bor i Jakobsbergs södra delar med den nya ingången. Resenärerna kommer upp till tågen utan att behöva passera det gamla stationshuset på norra sidan av perrongen.

## Bildgalleri av äldre foton av Jakobsbergs järnvägsstation

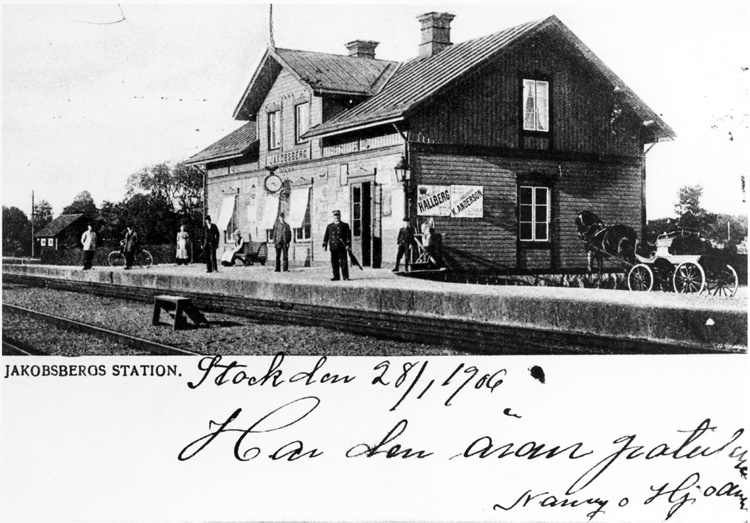
Jakobsbergs stationshus 1904-1905.
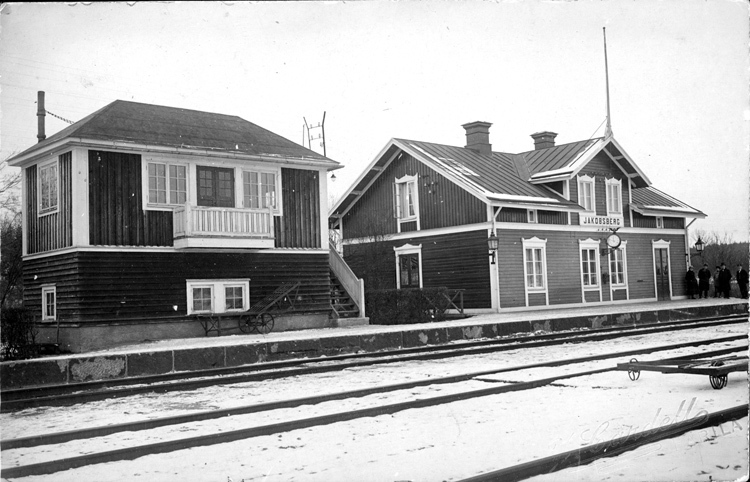
Jakobsbergs stationshus till höger och en del av ställverksbyggnaden syns till vänster omkring 1920. Den är nu riven.
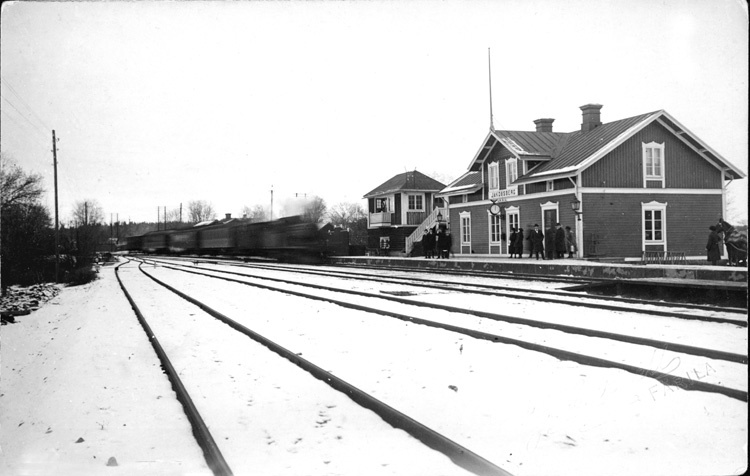
Jakobsbergs stationshus 1920. I stationshuset var väntsalarna i den högra delen.
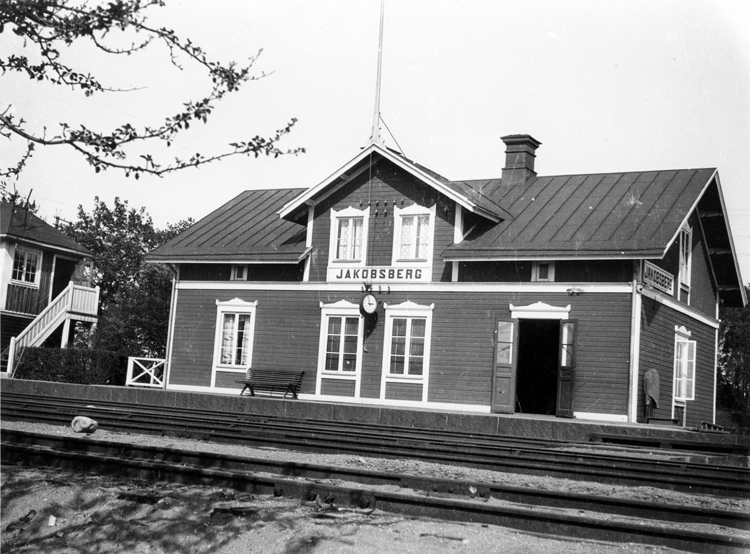
Jakobsbergs stationshus 1929. Det fanns två väntsalar, en för 3:e klass passagerare och för 2:a och 1:a klass passagerare.
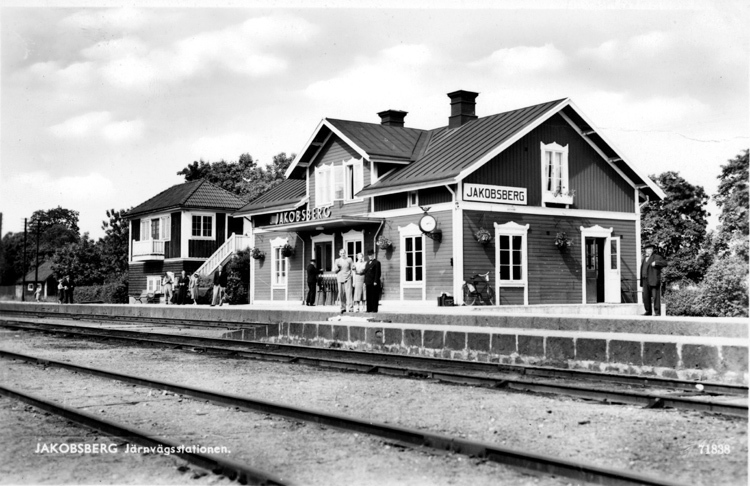
Jakobsbergs stationshus 1930. Till vänster och på övervåningen fanns det personalbostäder.
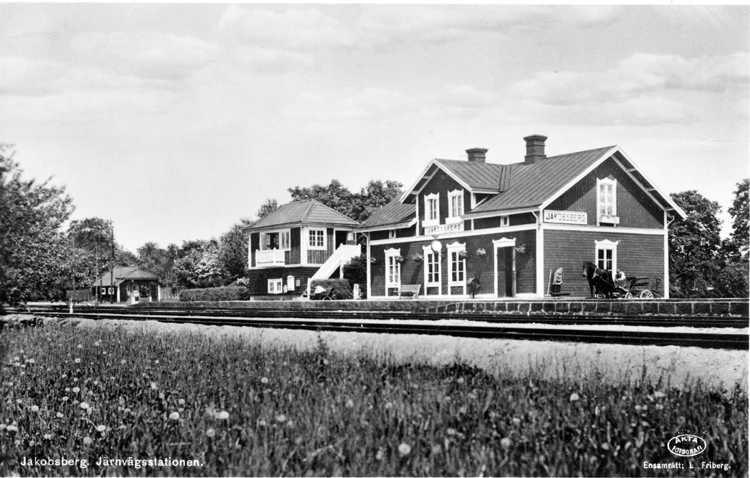
Jakobsbergs stationshus i mitten av 1930-talet.
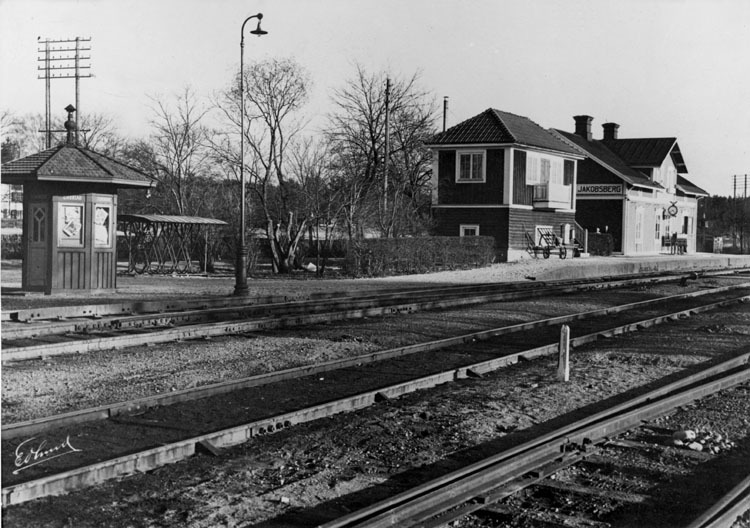
Jakobsbergs stationshus i mitten av 1930-talet.
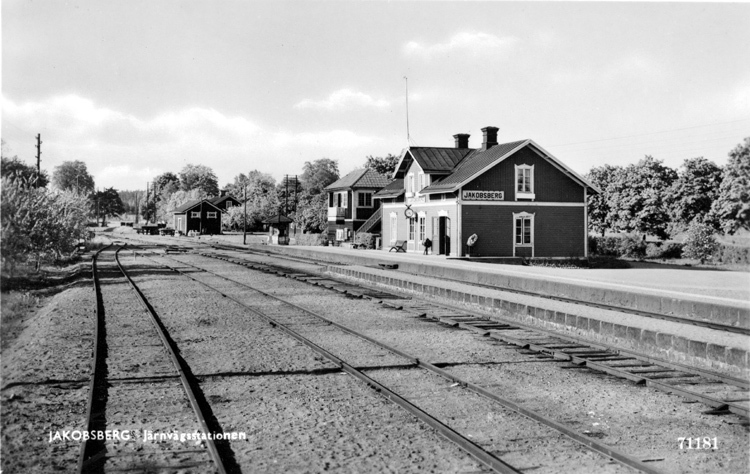
Jakobsbergs stationshus i mitten av 1930-talet.
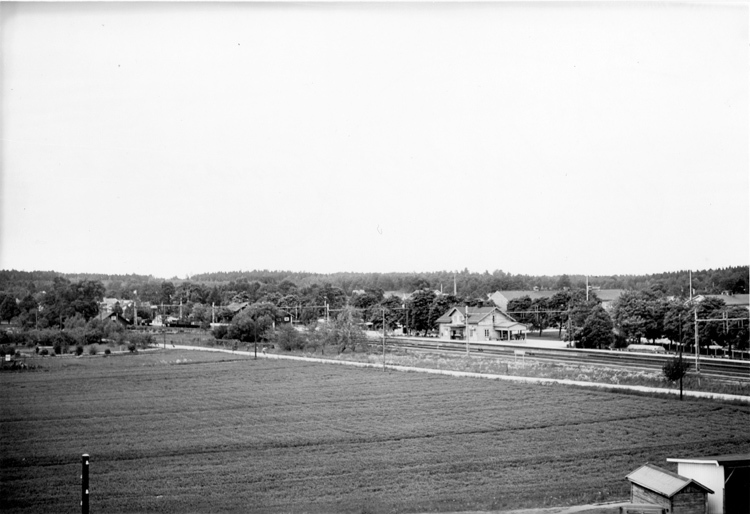
Jakobsbergs stationshus, vy från Kvarnbacken.
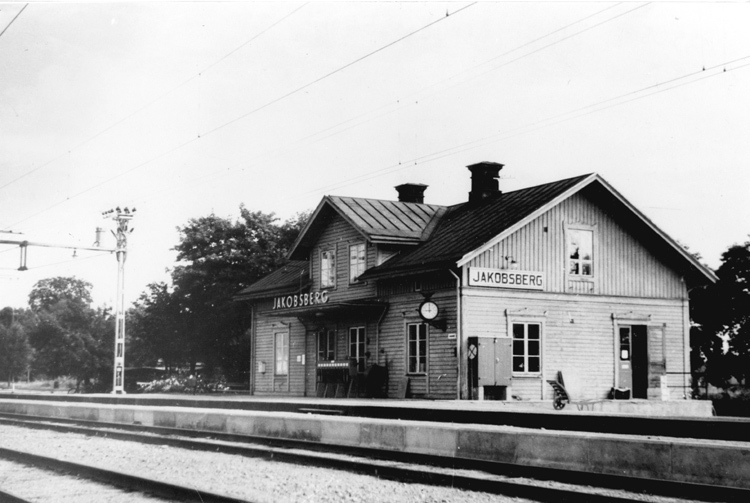
Jakobsbergs stationshus 1959.